# Kriva Kruša
Kriva Kruša (mazedonisch Крива Круша) ist ein Dorf im zentralen Teil Nordmazedoniens, das zur Gemeinde Čaška gehört. Die nächstgelegene Stadt ist Veles.

## Geschichte

Karte von Kriva Kruša innerhalb der Gemeinde Čaška

Kriva Kruša liegt in der historischen Landschaft Azot, etwa 20 km von Veles entfernt. Die im 19. Jahrhundert erbaute orthodoxe Kirche im Dorf ist der Hl. Mutter Gottes gewidmet. Wie aus einer Inschrift eines Freskos der Kirche (kyrillisch: „Зографи Ангелко и Веланъ Андонови Папрадище 1892 година ноември 7 день“) wurden die Fresken der Kirche von den Meistern Angelko und Welan Andonow am 7. November 1892 fertiggestellt.
In der französischsprachigen Statistik Ethnographie des Vilayets d'Andrinople, de Monastir et de Salonique zählte im Jahr 1873 Kriva Kruša 13 Familien mit 54 Bulgaren auf.
Seine Bewohner bekannten sich zu Beginn des 19. Jahrhunderts in einem Plebiszit zum bulgarischen Exarchat und waren Teil des bulgarischen Millets. Laut der Statistik des Ethnographen Wassil Kantschow aus dem Jahr 1900 zählte Kriva Kruša 155 Einwohner, welche sich als allesamt als Bulgaren deklarierten. Nach den Statistiken des Sekretärs des Exarchats Dimitar Mischew (La Macedoine et sa Population Chrétienne) im Jahr 1905 lebten in Kriva Kruša 152 bulgarische Exarchisten.
Die Region Azot wurde zu Beginn des 20. Jahrhunderts Schauplatz blutiger Kämpfe und Scharmützel zwischen den bulgarischen Komitadschi der Inneren Makedonisch-Adrianopeler Revolutionären Organisation (WMORO) und den serbischen Tschetniks, welche sich teilweise erfolgreich in der Region eingenistet haben. Im Jahr 1907 schickte der Führer der serbischen Propaganda in Makedonien, der Wojwode Jovan Babunski, Drohbriefe an die Dorfbewohner von Kriva Kruša. In dem Brief werden die Dorfbewohner angefordert, aus dem bulgarischen Exarchat auszutreten.
Im Zuge des Balkankrieges meldeten sich zwei Dorfbewohner freiwillig bei der Makedonisch-Adrianopeler Landwehr, einem Freiwilligenverband der bulgarischen Armee.
1927 führte der deutsche Forscher Leonhard Schultze Kriva Kruša auf seiner Karte Mazedoniens auf und ordnete es als ein bulgarisch-christliches Dorf ein.
Laut der letzten Volkszählung von 2002 lebten in Kriva Kruša zwei Einwohner, beide Mazedonier.

## Persönlichkeiten
- Arso Panow, bulgarischer Revolutionär der WMORO (Innere Makedonisch-Adrianopeler Revolutionäre Organisation)[9]